# Вулиця Літня (Львів)
Ву́лиця Лі́тня — вулиця в Галицькому районі Львова, яка з'єднує вулицю Лижв'ярську з вулицею Стрийською. Нумерація будинків ведеться з боку вул. Стрийської і починається з № 4. Вулиця заасфальтована.

## Історія
У 1936 році вулиця отримала назву Одровонжів, на честь давнього шляхетського роду. У 1943 році під час німецької окупації її було перейменовано на Семірадзкіґассе, на честь польського художника Генріха Семірадського. У липні 1944 року вулиці було повернуто назву Одровонжів. У жовтні 1945 року її знову перейменовують, цього разу на Сочинську, проте не надовго, бо вже у грудні вкотре повернуто назву Одровонжів.
У 1946 році вулиця отримала свою сучасну назву — вулиця Літня.

## Будівлі

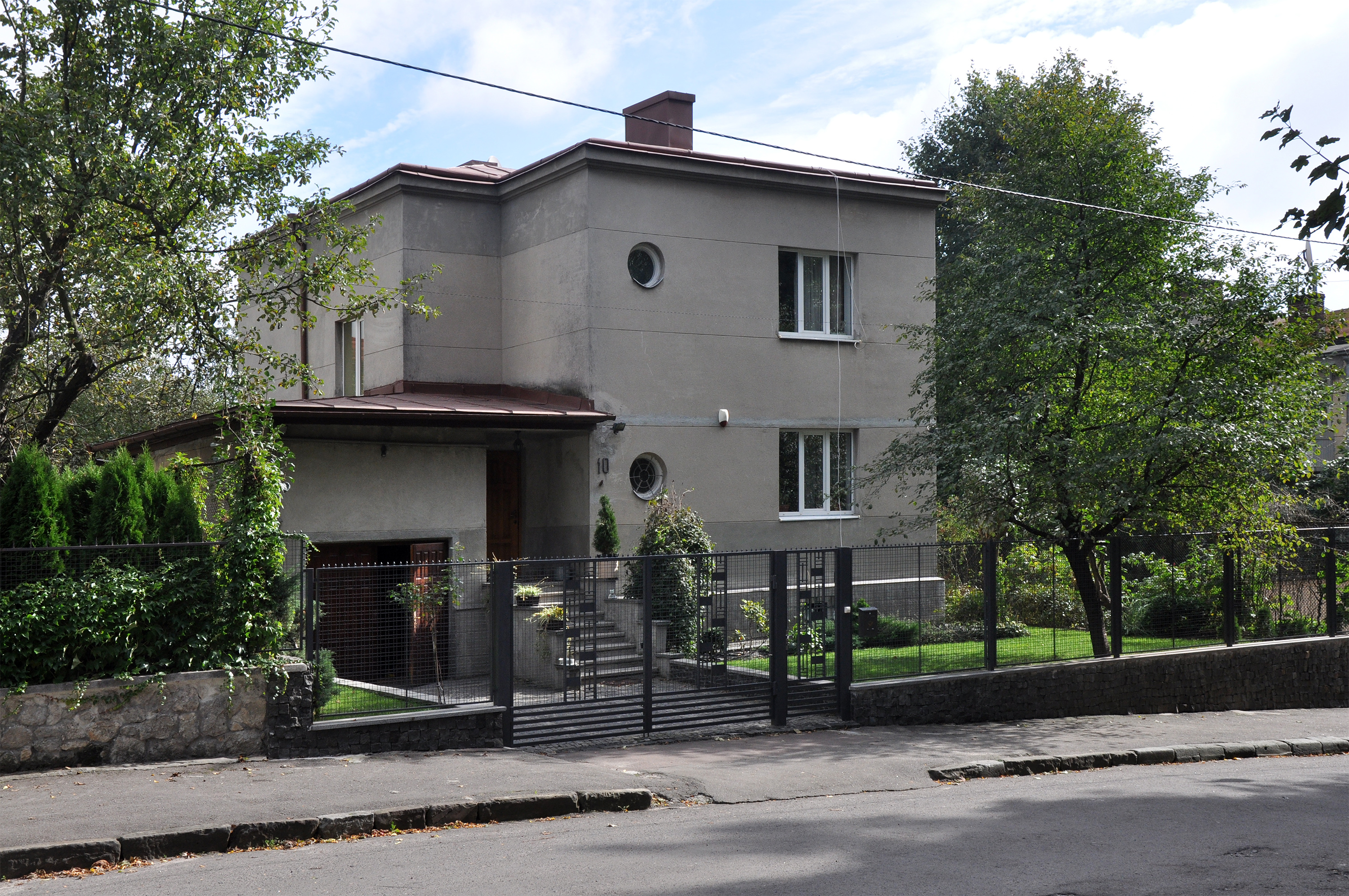
Будинок № 10

На вулиці розташовується лише три будинки — № 4, 6, 10. Забудова вулиці — двоповерховий констуктивізм 1930-х років.
- № 4. Вілла, в якій проживав відомий український скульптор Євген Дзиндра, про що сповіщає пам'ятна таблиця на фасаді.[3] Будинок внесено до реєстру пам'яток архітектури місцевого значення під охоронним номером 2147.
- № 10. Пам'ятка архітектури місцевого значення. Внесено до реєстру під номером 2674.